# Leonardo Reti
Leonardo Reti, även benämnd Leonardo Retti, född i Laino, Lombardiet, död i januari 1714 i Rom, var en italiensk skulptör och stuckatör. Han var elev till Ercole Ferrata.

## Biografi
Åren 1676–1679 freskmålade Giovanni Battista Gaulli Jesusnamnets förhärligande i takvalvet i Jesuitordens moderkyrka Il Gesù. Stuckarbetena och skulpturerna, vilka omger fresken och fönstren, är utförda av Leonardo Reti och Antonio Raggi.
Ercole Ferrata påbörjade i Sant'Agnese in Agone högreliefen Den heliga Emerentianas martyrium, vilken fullbordades av Reti år 1689.
År 1702 fick Reti i uppdrag av Confraternita dei Fruttaroli, frukthandlarnas skrå, att dekorera koret och korsmitten i Santa Maria dell'Orto med stuckfigurer, bland annat putti.

## Verk i urval
- Allegoriska figuren Modet – Högaltaruppsatsen, San Giovanni dei Fiorentini[3]
- Stuckarbeten i koret och korsmitten – Santa Maria dell'Orto[4]
- Allegoriska figurerna Visheten och Modet – Kupoltamburen, Il Gesù[1]
- Öppnandet av Porta Santa Jubelåret 1675 (lågrelief), Gravmonument över Clemens X – Peterskyrkan[5]
- Den heliga Emerentianas martyrium (påbörjad av Ercole Ferrata) – Sant'Agnese in Agone[6]
- Stuckänglar – Högaltaruppsatsen, Santa Maria in Traspontina[7]

## Bilder
| - Allegoriska figuren Modet (längst upp till höger) på högaltaruppsatsen i San Giovanni dei Fiorentini. - Koret och korsmitten i Santa Maria dell'Orto. - Långhusets takvalv i Il Gesù. - Långhusets takvalv i Il Gesù. - Den heliga Emerentianas martyrium i Sant'Agnese in Agone. |